# VfB Germania Halberstadt
El VfB Germania Halberstadt es un equipo de fútbol de Alemania que juega en la NOFV-Oberliga Süd, una de las ligas que conforman la quinta división de fútbol en el país.

## Historia
Fue fundado el 26 de octubre de 1949 en la ciudad de Halberstadt por enpleados de ferrocarriles con el nombre Betriebssportgemeinschaft Reichsbahn Halberstadt, el cual cambiaron un año más tarde por el de BSG Lokomotive Halberstadt y formaba parte de la desaparecida DDR-Bezirkzliga de Alemania Oriental.
Luego de la Reunificación de Alemania en 1990, el equipo fue renombrado Eisenbahnsportverein Halberstadt y jugaban en la Versbandliga Sachsen-Anhalt antes de unirse a la Landesliga Sachsen-Anhalt en 1992. La cantidad de miembros del equipo bajó un 20% y perdieron a su principal patrocinador, la Railway Sports Federation en 1993 y pasaron a llamarse VfB Halberstadt, y un año más tarde otro grupo de trabajadores de los ferrocarriles crearon al Fußball Club Germania Halberstadt como herencia del equipo durante el periodo de guerra, aunque ambos equipos se fusionarían en 1997.

## Palmarés
- NOFV-Oberliga Süd (V) : 1

1999-2000, 2010-11
- Verbandsliga Sachsen-Anhalt (V): 1

2002-03